# Ciao (revista)
Ciao  (ちゃお, Chao) és una revista de manga shojo publicada per Shogakukan i destinada a xiques joves (entre els 9-13 anys). El primer número fou publicat en 1977. En 2007, la tirada era de 982,834 exemplars. Anteriorment, la revista incloïa treballs manuals de paper, però ara inclou diversos productes (cosmètics, rellotges, llapis, quaderns, etc.) que són diferents cada mes. Les revistes de competència directa són Ribon i Nakayoshi.

## Mangakes i sèries publicades a Ciao
- An Nakahara
  - Kirarin Revolution
- Chiho Saito
  - Revolutionary Girl Utena
- Hina
  - Panyo Panyo Di Gi Charat
- Hiromu Shinozuka
  - Wagamama Fairy Mirumo de Pon! (Mirmo!)
  - Koi Suru Purin!
  - Chibi Devil!
- Kiyoko Arai
  - Beauty Pop
- Mayuki Anan
  - Fushigi Boshi no Futago Hime
  - Cherish!!
- Michiyo Akaishi
  - Alpen Rose
  - Dr. Rin ni Kiitemite!
- Mitsuru Adachi
  - Slow Step
- Nao Yazawa
  - Wedding Peach
- Ritsuko Kawai
  - Milky Baby
  - Tottoko Hamutaro (Hamtaro)
- Taeko Ikeda
  - Tonde Buurin
- Tatsuyama Sayuri
  - Happy Happy Clover
- Yukako Iisaka
  - Cutey Honey Flash (basat en el treball original de Go Nagai)
- Yumi Tsukirino
  - Pokémon: PiPiPi Adventures (Magical Pokémon Journey) (spinoff de Pokémon)
  - Pocket Monsters Chamo Chamo Pretty (Spinoff of Magical Pokémon Journey)
- Yuuko Kohara
  - mama♥trouble
- Yuu Yabuchi
  - Mizuiro Jidai
  - "Naisho No Tsubomi"